# Alaincourt-la-Côte
Alaincourt-la-Côte – miejscowość i gmina we Francji, w regionie Grand Est, w departamencie Mozela.
Według danych na rok 1990 gminę zamieszkiwały 82 osoby, a gęstość zaludnienia wynosiła 20 osób/km² (wśród 2335 gmin Lotaryngii Alaincourt-la-Côte plasuje się na 963. miejscu pod względem liczby ludności, natomiast pod względem powierzchni na miejscu 1088.).